# Cupa României la handbal feminin 2012-2013
Cupa României la handbal feminin 2012-2013 a fost a 28-a ediție a competiției de handbal feminin românesc organizată de Federația Română de Handbal (FRH) cu începere din 1978. Ediția 2012-2013 s-a desfășurat între 20-22 mai 2013, în Sala Sporturilor „Antonio Alexe” din Oradea. Câștigătoarea competiției a fost echipa HCM Baia Mare, acesta fiind primul trofeu obținut vreodată de formația băimăreană. Deținătoarea trofeului, CS Oltchim Râmnicu Vâlcea, a fost eliminată în sferturile de finală de Corona Brașov, în urma loviturilor de departajare de la șapte metri.

## Echipe participante
La ediția 2012-2013 a Cupei României au participat echipele clasate pe primele opt locuri la sfârșitul sezonului 2012-2013 al Ligii Naționale de handbal feminin.
Formațiile care au terminat sezonul competițional pe primele două locuri, CS Oltchim Râmnicu Vâlcea și HCM Baia Mare, au fost desemnate capi de serie pentru a nu se putea întâlni până în finala competiției. Distribuirea celorlalte șase echipe a fost trasă la sorți în data de 16 mai, la sediul FRH.
Conform clasamentului, echipele participante la Cupa României au fost:
- CS Oltchim Râmnicu Vâlcea
- HCM Baia Mare
- Universitatea Jolidon Cluj
- HC Zalău
- HC Dunărea Brăila
- ASC Corona 2010 Brașov
- CSM București
- HCM Roman

## Distribuție
Echipele participante au fost împărțite în două grupe, Oltchim Râmnicu Vâlcea și HCM Baia Mare fiind capii de serie. Distribuția echipelor, rezultată în urma tragerii la sorți din 16 mai, s-a făcut după cum urmează:
| Grupa 1                                                                 | Grupa a 2-a                                                    |
| ----------------------------------------------------------------------- | -------------------------------------------------------------- |
| - Oltchim Râmnicu Vâlcea - HC Zalău - HC Dunărea Brăila - Corona Brașov | - HCM Baia Mare - „U” Jolidon Cluj - CSM București - HCM Roman |

## Date
Meciurile ediției 2012-2013 ale Cupei României s-au desfășurat între 20-22 mai 2013, astfel: sferturile de finală pe 20 mai, de la orele 14:00, 16:00, 18:00 și 20:00; semifinalele pe 21 mai, de la orele 18:00 și 20:00; finala pe 22 mai, de la ora 17:00. Toate partidele au avut loc în Sala Sporturilor „Antonio Alexe” din Oradea.

## Partide
| Echipa                 | M | V | E | Î | GM | GP | G   | Pct |
| ---------------------- | - | - | - | - | -- | -- | --- | --- |
| HCM Baia Mare          | 3 | 3 | 0 | 0 | 99 | 81 | +18 | 6   |
| Corona Brașov          | 3 | 2 | 0 | 1 | 95 | 93 | +2  | 4   |
| CSM București          | 2 | 1 | 0 | 1 | 62 | 69 | −7  | 2   |
| HC Dunărea Brăila      | 2 | 1 | 0 | 1 | 47 | 52 | −5  | 2   |
| Oltchim Râmnicu Vâlcea | 1 | 0 | 0 | 1 | 40 | 41 | −1  | 0   |
| „U” Jolidon Cluj       | 1 | 0 | 0 | 1 | 34 | 35 | −1  | 0   |
| HCM Roman              | 1 | 0 | 0 | 1 | 28 | 31 | −3  | 0   |
| HC Zalău               | 1 | 0 | 0 | 1 | 24 | 27 | −3  | 0   |

### Sferturile de finală
| 20 mai 2013 14:00 | HC Dunărea Brăila   | 27 – 24 | HC Zalău | Sala Sporturilor Antonio Alexe, Oradea Arbitri: Harabagiu, Stănescu |
| 20 mai 2013 14:00 | Adespii, Moldovan 9 | (11–11) | Varga 10 | Sala Sporturilor Antonio Alexe, Oradea Arbitri: Harabagiu, Stănescu |
| 20 mai 2013 14:00 | 4×                  |         | 3×       | Sala Sporturilor Antonio Alexe, Oradea Arbitri: Harabagiu, Stănescu |

| 20 mai 2013 16:00 | CSM București | 35 - 34 | „U” Jolidon Cluj | Sala Sporturilor Antonio Alexe, Oradea Arbitri: Fînață, Hendrea |
| 20 mai 2013 16:00 | Vărzaru 9     | (20-17) | Cartaș 10        | Sala Sporturilor Antonio Alexe, Oradea Arbitri: Fînață, Hendrea |
| 20 mai 2013 16:00 | 4×            |         | 3×               | Sala Sporturilor Antonio Alexe, Oradea Arbitri: Fînață, Hendrea |

| 20 mai 2013 18:00 | HCM Baia Mare | 31 – 28 | HCM Roman | Sala Sporturilor Antonio Alexe, Oradea Arbitri: Sas, Pintea |
| 20 mai 2013 18:00 | Buceschi 9    | (15–15) | Marin 8   | Sala Sporturilor Antonio Alexe, Oradea Arbitri: Sas, Pintea |
| 20 mai 2013 18:00 | 4× 3×         |         | 2× 3×     | Sala Sporturilor Antonio Alexe, Oradea Arbitri: Sas, Pintea |

| 20 mai 2013 20:00 | Oltchim Râmnicu Vâlcea | 40 – 41 (36 - 36) | Corona Brașov | Sala Sporturilor Antonio Alexe, Oradea Arbitri: Mîrza, Nedelea |
| 20 mai 2013 20:00 | Barbosa 10             | (16-15)           | Chiper 14     | Sala Sporturilor Antonio Alexe, Oradea Arbitri: Mîrza, Nedelea |
| 20 mai 2013 20:00 | 2×                     |                   | 3× 2×         | Sala Sporturilor Antonio Alexe, Oradea Arbitri: Mîrza, Nedelea |

### Semifinalele
| 21 mai 2013 18:00 | HCM Baia Mare     | 35 – 27 | CSM București | Sala Sporturilor Antonio Alexe, Oradea Arbitri: Mîrza, Nedelea |
| 21 mai 2013 18:00 | Ghionea, Oltean 7 | (14–14) | Anghelina 7   | Sala Sporturilor Antonio Alexe, Oradea Arbitri: Mîrza, Nedelea |
| 21 mai 2013 18:00 | 7× 2×             |         | 3×            | Sala Sporturilor Antonio Alexe, Oradea Arbitri: Mîrza, Nedelea |

| 21 mai 2013 20:00 | Corona Brașov | 28 – 20 | HC Dunărea Brăila  | Sala Sporturilor Antonio Alexe, Oradea Arbitri: Fînață, Hendrea |
| 21 mai 2013 20:00 | Chiper 9      | (16-10) | Horjea, Moldovan 4 | Sala Sporturilor Antonio Alexe, Oradea Arbitri: Fînață, Hendrea |
| 21 mai 2013 20:00 | 2× 3×         |         | 3× 2×              | Sala Sporturilor Antonio Alexe, Oradea Arbitri: Fînață, Hendrea |

### Finala
| 22 mai 2013 17:00 | HCM Baia Mare      | 33 - 26 | Corona Brașov | Sala Sporturilor Antonio Alexe, Oradea Arbitri: Harabagiu, Stănescu |
| 22 mai 2013 17:00 | Buceschi, Rudics 7 | (15-12) | Chiper 13     | Sala Sporturilor Antonio Alexe, Oradea Arbitri: Harabagiu, Stănescu |
| 22 mai 2013 17:00 | 4× 1×              |         | 3×            | Sala Sporturilor Antonio Alexe, Oradea Arbitri: Harabagiu, Stănescu |

## Top marcatoare
Actualizat pe 22 mai 2013
| Poz. | Nume                      | Echipă                 | Goluri |
| ---- | ------------------------- | ---------------------- | ------ |
| 1    | Laura Chiper (ROU)        | Corona Brașov          | 36     |
| 2    | Eliza Buceschi (ROU)      | HCM Baia Mare          | 22     |
| 3    | Melinda Geiger (ROU)      | HCM Baia Mare          | 18     |
| 4    | Renata Ghionea (ROU)      | HCM Baia Mare          | 17     |
| 5    | Cristina Vărzaru (ROU)    | CSM București          | 14     |
| 6    | Raluca Anghelina (ROU)    | CSM București          | 13     |
| 6    | Ada Moldovan (ROU)        | HC Dunărea Brăila      | 13     |
| 6    | Cristina Zamfir (ROU)     | Corona Brașov          | 13     |
| 9    | Adriana Țăcălie (ROU)     | Corona Brașov          | 12     |
| 10   | Alexandrina Barbosa (POR) | Oltchim Râmnicu Vâlcea | 10     |
| 10   | Carmen Cartaș (ROU)       | „U” Jolidon Cluj       | 10     |
| 10   | Jenica Rudics (ROU)       | HCM Baia Mare          | 10     |
| 10   | Roxana Varga (ROU)        | HC Zalău               | 10     |